# Saadallah al-Jabiri
Saadallah al-Jabiri (né à Alep en 1893 et mort en 1947 à Alep) est un homme politique syrien qui fut deux fois Premier ministre de Syrie, la première fois du 19 août 1943 au 14 octobre 1944 et la seconde fois du 1er octobre 1945 au 16 décembre 1946. Il est président de la chambre des députés de Syrie du 17 octobre 1944 au 15 septembre 1945 sous le mandat français. Il faisait partie du Bloc national et fut plusieurs fois ministre des Affaires étrangères.
Il était le fils du grand moufti d'Alep et étudia à Alep, à Istanbul, puis en Allemagne. Il fut condamné dans sa jeunesse sous le mandat français à huit mois de prison pour avoir participé à des manifestations anti-françaises. Plus tard il participa à des réunions entre Français et indépendantistes en vue de la préparation de l'indépendance de la Syrie.
Il a été initié en 1919 à la loge « La Renaissance » à Alep sous juridiction de la Grande Loge de France. En décembre 1930, il devient vénérable maître de la loge puis en 1933, il rejoint la loge Kayssoun de Damas appartenant à la même juridiction.

## Hommages
Une grande place d'Alep porte son nom, la place Saadallah al-Jabiri.